# Échangeur de chaleur rotatif

Schéma décrivant le principe de fonctionnement d'une roue thermique. L'air sortant réchauffe l'air entrant.

Un échangeur de chaleur rotatif, encore appelé roue thermique ou roue de récupération de chaleur, est un type d'échangeur de chaleur entre deux flux de gaz (généralement de l'air).

## Principe
Un cylindre est placé entre deux flux d'air, l'un provenant d'un procédé exothermique, l'autre étant généralement de l'air ambiant. Le rôle de la roue est de transférer une partie de la chaleur provenant de l'air chaud à l'air ambiant entrant, au moyen de sa structure alvéolée qui accumule la chaleur. Sur une moitié de la roue, l'air sortant réchauffe les parois ; sur l'autre, l'air entrant récupère la chaleur des parois. Une rotation lente de la roue permet de faire passer la partie chaude de la roue vers le flux entrant et la partie froide revient ainsi vers le flux sortant pour être à nouveau réchauffée.

## Préchauffeur d'air pour centrale thermique

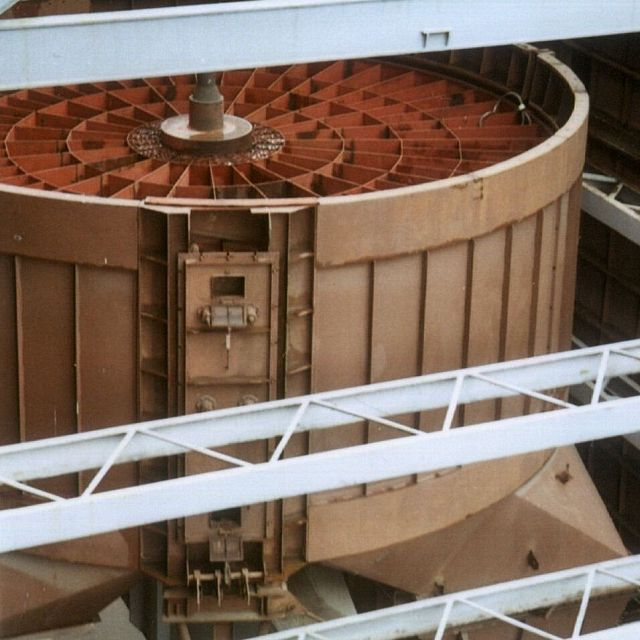
Un préchauffeur d'air dit de Ljungström.

Dans les centrales thermiques à flamme il est utilisé pour préchauffer (en) l'air de combustion entrant, à partir des fumées issues de la combustion.

## Inconvénients
La roue thermique ne peut être utilisée dans les cas où le moindre mélange entre les flux n'est pas toléré.